# Hardwickia
Genre
Classification phylogénétique
Hardwickia est un genre de plantes à fleurs dicotylédones de la famille des Fabaceae, sous-famille des Caesalpinioideae, originaire du sous-continent indien, qui comprend deux espèces acceptées.

## Liste d'espèces
Selon The Plant List (14 octobre 2018) :
- Hardwickia binata Roxb.
- Hardwickia mannii (Harms) Oliv.